# Экерс-Дуглас, Аретас, 1-й виконт Чилстон
Аретас Экерс-Дуглас, 1-й виконт Чилстон (англ. Aretas Akers-Douglas, 1st Viscount Chilston; 21 октября 1851, Уэст-Моллинг, графство Кент, Великобритания — 15 января 1926, Лондон, Великобритания) — британский государственный деятель, министр внутренних дел Великобритании (1902—1905).

## Биография
Родился в семье преподобного Арестаса Акерса, пастора Вест-Маллинга, и его жены Фрэнсис Марии Брэндрэм. В 1866 г. окончил Итонский колледж, а в 1870 г. окончил юридический факультет Университетского колледжа Оксфордского университета. В 1874 г. стал адвокатом Темпл Инна. По воле своего троюродного брата, Джеймса Дугласа Стоддарта-Дугласа, через год он изменил свое имя на Аретас Акерс-Дуглас.
В 1880 г. был впервые избран от Консервативной партии в Палату общин, первоначально представлял округ Восточный Кент, а затем (1885—1911) округ Сент-Августин. В 1883 г. был назначен кнутом консерваторов.
После победы консерваторов на выборах в июне 1885 г. до 1892 г. занимал должность парламентского секретаря казначейства. С 1891 г. входил в состав Тайного совета. С июня 1895 г. одновременно являлся мировым судьей и заместителем лейтенанта графства, а также лейтенантом Йоменской кавалерии Восточного Кента.
С 1895 по 1902 г. — Первый комиссар работ и общественных зданий, а с июля 1902 по 1905 г. занимал пост министра внутренних дел Великобритании. В этот период возникло так называемое «дело Браундога» — политическая полемика о вмешательстве в жизнь животных в научных целях (вивисекция) в эдвардианской Англии (1902—1910). На улицах Лондона происходили столкновения между противниками и сторонниками вивисекции с полицией и дискуссиями о «Законе о жестоком обращении с животными». Закон предусматривал, что исследователи не могут быть привлечены к ответственности за жестокость, но животные должны подвергаться анестезии в экспериментах, использоваться только один раз и умерщвляться после эксперимента. Эти ограничения были оговорены при условии, что они не должны ставить под угрозу успешный исход эксперимента. Судебное преследование в соответствии с законом являлось возможным только с согласия министра внутренних дел.
После завершения парламентской карьеры в 1911 г. получил титул виконта Чилстона Ботон-Малхербского в графстве Кент, барона Дугласа Баадского в графстве Мидлотиан и входил до конца жизни в состав Палаты лордов.
Во время Первой мировой войны лорд Чилстон был главным окружным директором Британского общества Красного Креста и Скорой помощи Святого Иоанна.

## Награды и звания
- Рыцарь ордена Святого Иоанна
- Большой Крест ордена Британской Империи (1920)

## Семья
С июня 1875 г. был женат на Аделине Мэри Остен-Смит. В браке родились пять дочерей и два сына, старший сын, Аретас Экерс-Дуглас, стал видным дипломатом и представлял Соединенное Королевство в качестве посла в Австрии, Венгрии и Советском Союзе.